# Лунинская
Луни́нская — деревня в муниципальном округе Егорьевск Московской области России .

## География
Деревня Лунинская расположена в северо-западной части муниципального округа Егорьевск, примерно в 2 километрах к северо-западу от города Егорьевск. Через деревню протекает река Гуслянка. Высота над уровнем моря 130 метров.

## Название
В письменных источниках деревня упоминается как Чернь (1554 год) и Лунинская (с 1646 года).
Название Чернь происходит от диалектного слова чернь — «густой лес, преимущественно лиственный». Современное наименование происходит от имени жителей деревни и связано с некалендарным личным именем Лунь.

## История
До отмены крепостного права жители деревни относились к разряду государственных крестьян.
После 1861 года деревня вошла в состав Нечаевской волости Егорьевского уезда. Приход находился в городе Егорьевске.
В 1926 году деревня входила в Гавриловский сельсовет Егорьевской волости Егорьевского уезда.
До 1994 года Лунинская входила в состав Ефремовского сельсовета Егорьевского района, а в 1994—2006 гг. — Ефремовского сельского округа.
Входила в состав городского поселения Егорьевск. 

## Демография
В 1885 году в деревне проживало 195 человек, в 1905 году — 184 человека (93 мужчины, 91 женщина), в 1926 году — 192 человека (87 мужчин, 105 женщин). По переписи 2002 года — 63 человека (28 мужчин, 35 женщин). Население — 65 человек (2010).
| 1859 | 1868 | 1885 | 1905 | 1926 | 2002 | 2006 |
| ---- | ---- | ---- | ---- | ---- | ---- | ---- |
| 145  | ↗147 | ↗195 | ↘184 | ↗192 | ↘63  | ↗67  |
| 2010 |      |      |      |      |      |      |
| ↘65  |      |      |      |      |      |      |